# Жезенкур
Жезенкур (фр. Gézaincourt) насеље је и општина у североисточној Француској у региону Пикардија, у департману Сома која припада префектури Амјен.
По подацима из 2011. године у општини је живело 402 становника, а густина насељености је износила 57,68 становника/km². Општина се простире на површини од 6,97 km². Налази се на средњој надморској висини од 85 метара (максималној 142 m, а минималној 54 m).

## Демографија
| 1962. | 1968. | 1975. | 1982. | 1990. | 1999. | 2011. |
| ----- | ----- | ----- | ----- | ----- | ----- | ----- |
| 485   | 505   | 497   | 470   | 476   | 466   | 402   |

График промене броја становника у току последњих година